# Cryphia subgrisea
Cryphia subgrisea är en fjärilsart som beskrevs av Turner 1927. Cryphia subgrisea ingår i släktet Cryphia och familjen nattflyn. Inga underarter finns listade i Catalogue of Life.